# Túmulo de Los Tiesos

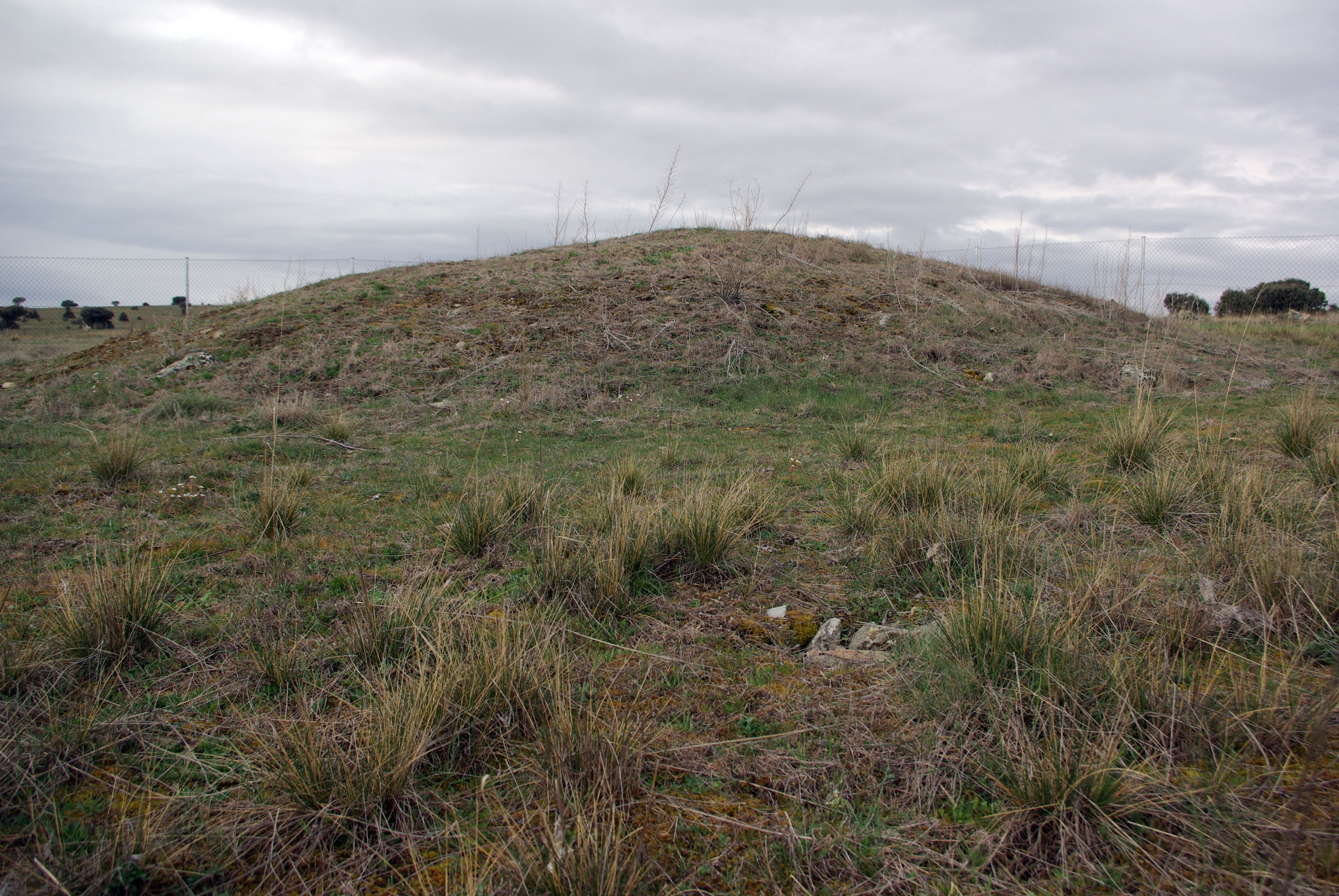
Túmulo de Los Tiesos

Los Tiesos es un túmulo prehistórico que se encuentra en la provincia de Ávila (España), en la cuenca del río Voltoya, cerca de la localidad de Mediana de Voltoya, comarca de Campo Azálvaro.
Descubierto en 1997, no fue investigado hasta 2001 y restaurado un año más tarde. Se encuentra sobre un alto próximo al arroyo de la Mediana o Ciervos, lo que le daba carácter de hito para ser visto. Durante la época postmedieval fue saqueado por buscadores de tesoros que alteraron la cámara y se llevaron las ofrendas y ajuares en ella depositados. Basándose en los objetos que han quedado, los investigadores datan el túmulo y su uso entre los años 3500 a. C. y 1400 a. C., es decir, del Neolítico a la Edad del Bronce.
Este conjunto se compone de una cámara central, seguramente circular, compuesta de lajas de pizarra colocadas verticalmente, donde se llevaban a cabo las ofrendas y los enterramientos. Tapando la cámara y rodeándola se encuentra un túmulo de piedras y tierra que le confería grandeza y singularidad.
Como muchos otros, su función no fue tan sólo funeraria sino que también servía como hito o mojón relacionado con la propiedad de las tierras, su uso y el control de las vías pecuarias. En el caso del túmulo de Los Tiesos es posible que marcara la separación entre pastos de las poblaciones prehistóricas que frecuentaban las tierras de Campo Azálvaro con sus ganados de manera estacional.
En la actualidad se accede a él desde la localidad abulense de Mediana de Voltoya, tomando el camino vecinal que lleva a Urraca Miguel, hacia el SE. Se encuentra señalizado, descrito y protegido por una valla metálica que impide el acceso del ganado y otros grandes mamíferos. Su mantenimiento y estudio está gestionado por la Junta de Castilla y León.